# Рахманов, Рави Ильгар оглы
Рави́ Ильга́р оглы́ Рахма́нов (азерб. Ravi İlqar oğlu Rəhmanov; 22 июля 1986, Баку, Азербайджанская ССР, СССР) — азербайджанский футболист, амплуа — полузащитник.

## Клубная карьера
Защищал цвета клубов: «Адлийя» из города Баку, «Симург» из города Закаталы и ЦСКА.
В 2009—2011 выступал в составе команды азербайджанской премьер-лиги «Мугань» из города Сальяны.